# Иоанн (Гуайта)
Иеромона́х Иоа́нн (в миру Джова́нни Гуа́йта, итал. Giovanni Guaita; род. 26 ноября 1962, Сардиния, Италия) — иеромонах Русской православной церкви. Итальянский и российский историк, исследователь Восточного христианства и писатель.
Автор ряда книг по истории Армении, работ по русской духовности, переводов русской духовной литературы. Составитель обширного «Словаря по православной агиологии». Преподавал в Московском государственном лингвистическом университете и Российском государственном гуманитарном университете.

## Биография
Родился 26 ноября 1962 года в городе Иглезиас, остров Сардиния, Италия. Мать — математик, отец — врач, который некоторое время был министром; оба родителя католики. После школы получил классическое образование в лицее. В возрасте 18 лет уехал в Швейцарию, продавал цветы на улице.
Окончил филологический факультет Женевского университета и Флорентийский богословский институт. В 1985 году посетил СССР на двухмесячной стажировке в Ленинграде. В 1986—1987 году вновь находился в СССР на стажировке в Государственном институте русского языка имени А. С. Пушкина в Москве. В 1987 году через друзей познакомился с протоиереем Александром Менем, после чего всерьёз заинтересовался православием. С 1989 года живёт в СССР/России. Учился в Петербургской духовной академии.
Живя в России, в 1989–2010 годы светские и богословские предметы в вузах Москвы: МГУ, ИНЯЗ, РГГУ. Сотрудничал с издательствами, занимался переводами, в том числе богословских текстов; писал во ВГИКе диплом по творчеству Андрея Тарковского.
В апреле 2009 года был принят на работу в Отдел внешних церковных связей Московского патриархата (ОВЦС МП), где трудился в качестве сотрудника секретариата по межхристианским связям.
28 марта 2010 года в московском Скорбященском храме на Ордынке митрополитом Иларионом (Алфеевым) рукоположён во диакона.
11 сентября 2010 года в храме Усекновения главы святого Иоанна Предтечи на Черниговском подворье митрополитом Иларионом (Алфеевым) рукоположён во пресвитера.
31 октября 2010 года в Троицком соборе Троице-Сергиевой лавры принял монашеский постриг; новопостриженному иноку было дано имя Иоанн в честь святого Пророка и Предтечи Иоанна (в крещении он был назван в честь Иоанна Богослова)
30 мая 2014 года освобождён от должности сотрудника ОВЦС МП и сверхштатного клирика храма иконы Божией Матери «Всех Скорбящих Радость» на Большой Ордынке и назначен штатным священником храма Святых бессребреников Космы и Дамиана в Шубине.
27 июля 2019 года оказал помощь участникам протестов на Тверской улице, которые стремились укрыться во дворе храма; отслужил краткий молебен о мире. 18 сентября того же года подписал открытое письмо священников в защиту фигурантов «московского дела»
С 1 февраля 2024 года служит в храме Преображения Господня г. Эстепона, Испания. 19 ноября 2024 года указом Патриаршего Экзарха Западной Европы митрополита Корсунского и Западноевропейского Нестора (Сиротенко) зачислен в штат клира Свято-Троицкого кафедрального собора в Париже.

## Сочинения
статьи
- О переводе книги А. Меня «Сын Человеческий» на итальянский язык // «Да будут все едино»: материалы V международной конференции памяти протоиерея Александра Меня: ВГБИЛ / Всероссийская государственная библиотека иностранной литературы имени М. И. Рудомино (7-8 сентября 1995 г ; Москва); ред. М. Н. Генишева. — М. : Рудомино, 1996. — 92 с — С. 82-85.
- Опыт миссионерского служения Движения Фоколяры // Миссия церкви и современное православное миссионерство: международная богословская конференция к 600-летию свт. Стефана Пермского / Московская высшая православно-христианская школа (9-11 октября 1996 г. ; М.). — и Электрон. текстовые дан. — М. : Свято-Филаретовская московская высшая православно-христианская школа, 1997. — С. 198—207.
- Движение «Фоколяры» // Миряне в церкви: материалы Международной богословской конференции. Москва, август 1995 г. — М. : Свято-Филаретовская московская высшая православно-христианская школа, 1999. — 223 с. — С. 158—163.
- Религия и культура в служении священника-интеллектуала в атеистическом государстве. Павел Флоренский и Александр Мень // Христианос. 2007. — № 16 — С. 292—313.
- Ricordo dell’amico padre Georgij Čistjakov // Nuova Umanita. 2008. — № 4-5 (178—179). — P. 543—561.
- Апостольская конституция Бенедикта XVI. Краткий анализ // Церковь и время. 2010. — № 4 (53). — С. 33-51.

книги
- Жизнь человека: встреча неба и земли: беседы с Католикосом Всех Армян Гарегином I / [предисл. С. Аверинцева; пер. с фр. М. Свешниковой, Р. Адамянц]. — М.: ФАМ, 1999. — 256 с. — ISBN 5-89831-005-3.
- 1700 лет верности: История Армении и её Церкви / [Пер. с ит. Л. Харитонова и др.]. — М.: FAM, 2002. — 397, [1] с. — ISBN 5-89831-013-4.
  - 1700 лет верности : история Армении и её Церкви / [пер. с итал. Л. Харитонова, А. Рыжевской, С. Капелюшникова]. — 2-е изд. — М.: Юнистрой СК, 2005. — 286, [1] с. — ISBN 5-98786-024-5.
- Крик с Арарата: Армин Вегнер и геноцид армян. — М. : Юнистрой СК, 2005. — 261, [1] с. — ISBN 5-98786-025-3.
- Шейх Файез эль-Гусейн о геноциде армян: «Ислам не причастен к их деяниям». — М.: ФАМ, 2007. — ISBN 978-5-98024-007-1. — 1000 экз. — 360 с.
- Монах в карантине. 40 дней паломничества с короной. 2021. — ISBN 978-589816-1767. — 480 с.